# الجبهة الوطنية (ألمانيا الشرقية)
الجبهة الوطنية للجمهورية الألمانية الديمقراطية ((بالألمانية: Nationale Front der Deutschen Demokratischen Republik)‏ تحالفًا للأحزاب السياسية (Blockpartei) ومنظمات جماهيرية في جمهورية ألمانيا الديمقراطية، والتي يسيطر عليها حزب الوحدة الاشتراكية في ألمانيا (SED)، والذي خاض الانتخابات البرلمانية الألمانية الشرقية، «فولكسكامر» («مجلس الشعب»).
كان الغرض من الجبهة الوطنية هو إعطاء الانطباع بأن جمهورية ألمانيا الديمقراطية كانت مجتمعًا تعدديًا، إلى جانب الأشكال الديمقراطية للسوق الليبرالية، التي يحكمها تحالف واسع القاعدة. في الواقع، كانت جميع الأحزاب والمنظمات الجماهيرية تابعة لـ SED، وكان عليها أن تقبل رسميًا الدور الرائد لSED كشرط لوجودها. في الانتخابات، لم يكن للناخبين سوى خيار الموافقة أو رفض «قائمة موحدة» لمرشحي الجبهة الوطنية. كان اثنان من أحزاب الكتلة مستقلين في السابق وتم إنشاء حزبين آخرين بناءً على تحريض من الحوار الاستراتيجي الاستراتيجي. كان أعضاء SED المدرجون في القائمة هم الأكثرية دائمًا لأن العديد من مرشحي المنظمات الجماهيرية كانوا أيضًا أعضاء في SED.

## الأحزاب التأسيسية
| Party                                    | Emblem | Flag | Foundation    | Dissolution       | Seats in the Volkskammer (1986) |
| ---------------------------------------- | ------ | ---- | ------------- | ----------------- | ------------------------------- |
| حزب الوحدة الاشتراكية الألماني SED       |        |      | 21 April 1946 | 16 December 1989  | 127                             |
| Christian Democratic Union CDU           |        |      | 26 June 1945  | 1/2 October 1990  | 52                              |
| الحزب الديمقراطي الليبرالي الألماني LDPD |        |      | 5 July 1945   | 11 August 1990    | 52                              |
| Democratic Farmers' Party DBD            |        |      | 17 June 1948  | 15 September 1990 | 52                              |
| National Democratic Party NDPD           |        |      | 5 May 1948    | 27 March 1990     | 52                              |

## المنظمات الجماهيرية الممثلة في مجلسالشعب
| Organization                             | Emblem | Flag | Foundation | Dissolution  | Assigned representatives in the Volkskammer (1986) |
| ---------------------------------------- | ------ | ---- | ---------- | ------------ | -------------------------------------------------- |
| Free German Trade Union Federation FDGB  |        |      | 1946       | 1990         | 61                                                 |
| Free German Youth FDJ                    |        |      | 1946       | exists today | 37                                                 |
| Democratic Women's League of Germany DFD |        |      | 1947       | 1990         | 32                                                 |
| Cultural Association of the DDR KB       |        |      | 1945       | 1990         | 21                                                 |
| Peasants Mutual Aid Association VdgB     |        |      | 1945       | 1990         | 14                                                 |

## المنظمات الأخرى المرتبطة بالجبهة الوطنية
المنظمات التالية، التي كانت جزءًا من NF، لم ترسل ممثلين منتخبين إلى Volkskammer ولكنها كانت نشطة في أداء أنشطتها.
| Organization                                                                                     | Emblem | Foundation                                  | Dissolution                    |
| ------------------------------------------------------------------------------------------------ | ------ | ------------------------------------------- | ------------------------------ |
| Society for German–Soviet Friendship                                                             |        | 1949                                        | 1992                           |
| People's Solidarity                                                                              |        | 1945                                        | exists today                   |
| Sport and Technology Association                                                                 |        | 1952                                        | 1990                           |
| German Gymnastics and Sports Federation                                                          |        | 1957                                        | 1990                           |
| Ernst Thälmann Pioneer Organisation                                                              |        | 1948                                        | 1990                           |
| Writers' Association of the GDR                                                                  |        | 1945                                        | 1990                           |
| Association of Gardeners, Settlers, and Animal Breeders                                          |        | 1952                                        | 1990                           |
| Union of Journalists                                                                             |        | 1945                                        | 1990                           |
| Chamber of Engineering [kammer der technik]                                                      |        | 1946                                        | 1990                           |
| Peace Council of the GDR [friedensrat der ddr]                                                   |        | 1949                                        | 1990                           |
| Union of Persecutees of the Nazi Regime                                                          |        | 1947                                        | banned in East Germany in 1953 |
| Committee of Antifascist Resistance Fighters [komitee der antifaschistischen widerstandskämpfer] |        | 1953                                        | 1991                           |
| League of Lusatian Sorbs                                                                         |        | 1912 founded before the creation of the GDR | exists today                   |

## رؤساء الجبهة الوطنية
- بروفيسور إريك كورينس (1950-1981)
- بروفيسور لوثار كولديتز (1981-1989)

## التاريخ الانتخابي

### انتخابات فولكسكامر
| انتخاب | أصوات      | ٪       | المقاعد   | +/–   | موضع  |
| ------ | ---------- | ------- | --------- | ----- | ----- |
| 1949   | 7,943,949  | 66.07 ٪ | 330 / 330 | ▲ 330 | ▲ 1st |
| 1950   | 12,088,745 | 99.6 ٪  | 466 / 466 | ▲ 136 | 1st   |
| 1954   | 11,828,877 | 99.46 ٪ | 466 / 466 |       | 1st   |
| 1958   | 11,689,110 | 99.87 ٪ | 466 / 466 |       | 1st   |
| 1963   | 11,533,859 | 99.25 ٪ | 434 / 434 | ▼ 32  | 1st   |
| 1967   | 11,197,265 | 99.93 ٪ | 434 / 434 |       | 1st   |
| 1971   | 11207388   | 99.5 ٪  | 434 / 434 |       | 1st   |
| 1976   | 11,245,023 | 98.58٪  | 434 / 434 |       | 1st   |
| 1981   | 12,235,515 | 99.9 ٪  | 500 / 500 | ▲ 66  | 1st   |
| 1986   | 12,392,094 | 99.94 ٪ | 500 / 500 |       | 1st   |

1. ↑  As Democratic Bloc؛ The 1,400 elected members of the Third German People's Congress selected the members of the second German People's Council.